# 1498 Lahti
1498 Lahti eller 1938 SK1 är en asteroid upptäckt 16 september 1938 av den finske astronomen Yrjö Väisälä vid Storheikkilä observatorium. Asteroiden har fått sitt namn efter staden Lahtis i Finland.
Den tillhör asteroidgruppen Meliboea.